# Ständestaat (Autriche)

Armoiries de l'État fédéral d'Autriche : elles reprennent celles de la République, auxquelles sont rajoutées deux auréoles et ôtées la couronne murale (symbole de la bourgeoisie), le marteau (symbole des ouvriers) et la faucille (symbole des paysans).

En Autriche, le concept de Ständestaat (État corporatiste) a été utilisé par les gouvernements dictatoriaux de Dollfuß et Schuschnigg et leurs partisans pour désigner la forme autoritaire de gouvernement de 1934 à 1938 pendant la période de l'austrofascisme. Officiellement, la république s'appelait entre la Constitution du 1er mai 1934 et « l'Anschluss » en mars 1938, l'État fédéral d'Autriche, cette époque de l'histoire autrichienne est également connue sous le nom d' austrofascisme.

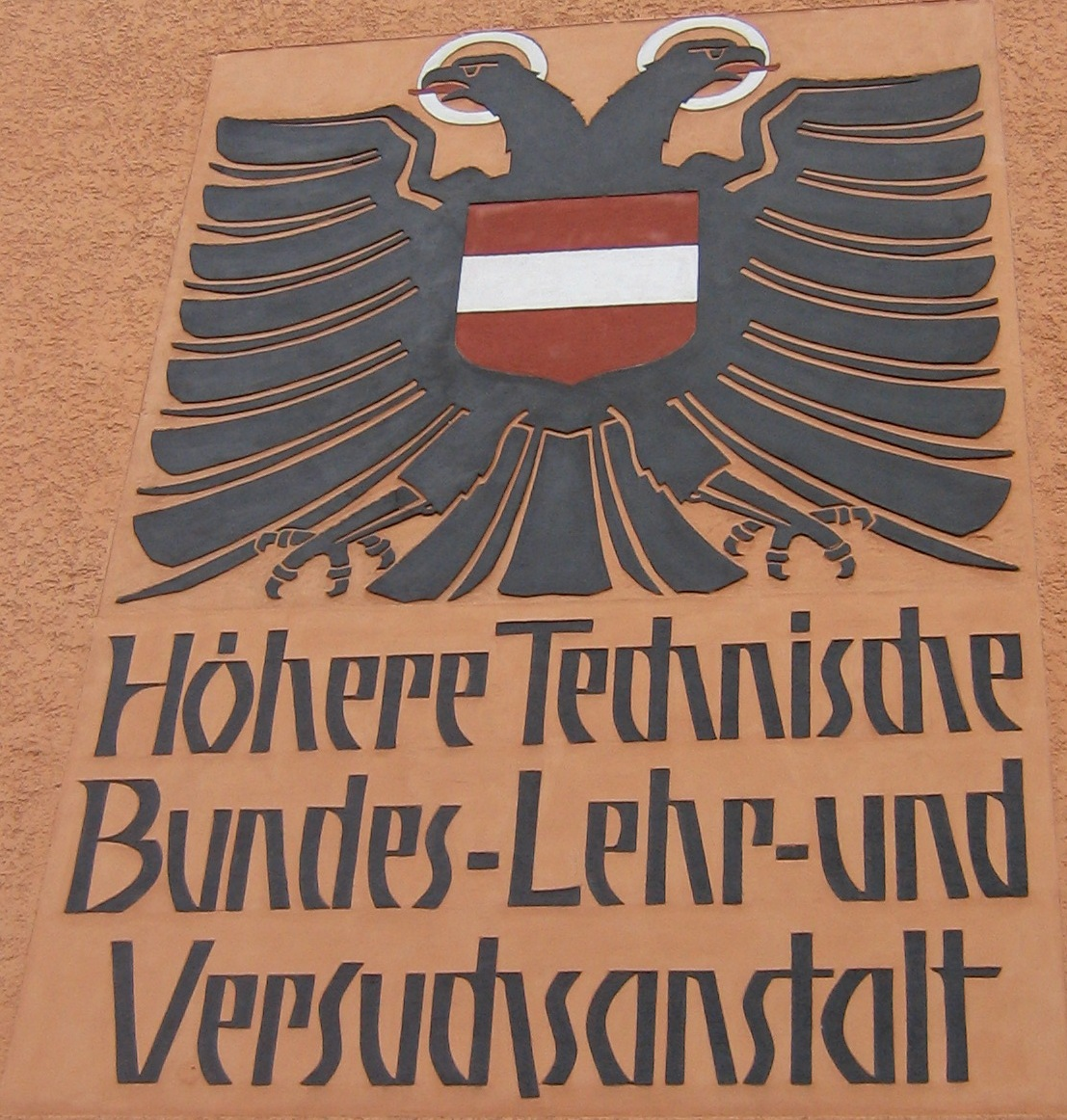
Aigle à deux têtes avec auréole sur le bâtiment du HTBLuVA Bregenz, inauguré en 1937

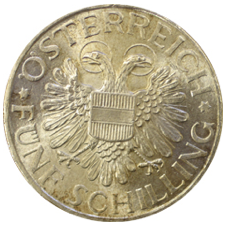
Aigle à deux têtes avec auréole sur la pièce de 5 shillings de 1934

## Histoire
Le chancelier chrétien-social Engelbert Dollfuss profita le 4 mars 1933 du retrait des trois présidents du Conseil national autrichien lors d'une crise parlementaire pour accomplir son coup d’État. Par sa propagande, il diffusa l'idée d'une auto-dissolution du Parlement (de). En fait, il l'empêcha de se réunir. Le président fédéral Wilhelm Miklas n'eut aucune réaction d'opposition officielle.
Le chancelier Dolfuss put régir après la suppression du Parlement sur la base de la loi d'habilitation pour l'économie de guerre (de) votée pendant la Première Guerre mondiale, qui lui donnait des pouvoirs extraordinaires. Il paralysa par ailleurs la Cour constitutionnelle (les juges pro-gouvernementaux démissionnèrent en masse) et put imposer sa dictature après la guerre civile de février 1934 grâce à une loi des pleins-pouvoirs votée la même année.
Après l'assassinat de Dollfuß le 25 juillet 1934, lors de la tentative de putsch nazi de juillet, Kurt Schuschnigg devient chancelier et donc chef de l'État corporatiste. En politique étrangère, l'État corporatiste s'appuyait sur l'Italie fasciste, qui a d'abord soutenu l'Autriche contre l'agression politique et militaire du régime nazi . Avec le rapprochement de l'Italie avec l'Allemagne à partir de 1936, cette première ne fut plus un soutien du gouvernement, de sorte que Schuschnigg dut finalement démissionner sous la pression allemande le 11 mars 1938 après avoir déjà fait un premier recul en intégrant des ministres nazis au gouvernement avec l'accord de Berchtesgaden. Cela a ouvert la voie à l’Anschluss.

## Organisation du régime
La Constitution fédérale de 1920 a été remplacée le 1er mai 1934 par une nouvelle constitution , rédigée en grande partie par Otto Ender. Un « État corporatiste chrétien-allemand » (en allemand : christlich-deutscher Ständestaat) fut proclamé, dont le pouvoir exécutif devait émaner de chambres professionnelles qui remplaçaient le parlement et les partis.
Cependant, l'Etat corporatiste tel qu'il fut effectivement établi entre 1934 et 1938 n'était pas un état corporatiste au sens le plus stricte du terme. Le gouvernement était la plupart du temps régi dictatorialement. Ce ne fut pas tant la Constitution de mai, que la loi constitutionnelle du 30 avril 1934 qui donnait le pouvoir législatif et constitutionnel au gouvernement, qui servit de base juridique à l'action gouvernementale.
Des sept chambres prévues – qui auraient toutes été nécessaires au lancement du processus législatif constitutionnel de mai – seules deux, la Chambre d'agriculture et la Chambre de la fonction publique, ont été effectivement créées.
En guise de parti de remplacement, le Front patriotique fut créé, regroupant tous les partis qui n'avaient pas été interdits jusqu'en 1936 – après quoi toute opposition politique fut interdite.
Les opposants politiques de tous bords furent persécutés : en janvier 1934, le camp de détention de Kaisersteinbruch fut mis en service avec environ 70 prisonniers ; début avril, le nombre de détenus était de 629 (516 nationaux-socialistes, 113 sociaux-démocrates et communistes ). Le 30 avril 1934, ce camp fut évacué et les détenus furent transportés à Wöllersdorf.

## Histoire des idées
L’idée d’un État corporatiste s’est développée dans la seconde moitié du XIXe siècle. siècle. Il avait une forte portée antilibérale et est apparu comme une protestation contre le déclin social des groupes professionnels traditionnels tels que les agriculteurs et les artisans, inhérent au capitalisme.
En Autriche, ce concept a été représenté par Karl von Vogelsang, l'un des pères fondateurs du Parti chrétien-social . Dans la première moitié du XXe siècle, c'est surtout Othmar Spann qui a diffusé ce concept.

## Symboles politiques

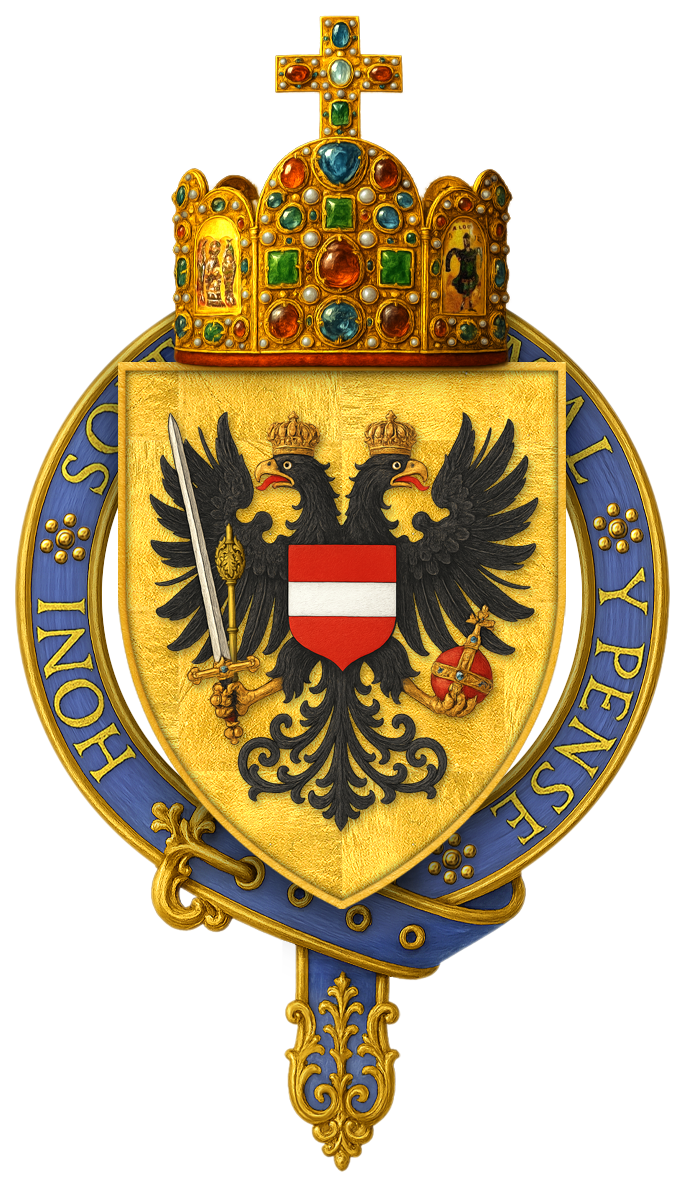
A titre de comparaison : Représentation des armoiries de l'empereur Frédéric III. (1415–1493)

L'Etat corporatiste se distingua nettement de l'Allemagne nazie et de la République autrichienne par différents biais symboliques. La croix potencée, symbole du Front patriotique, s'opposait à la croix gammée allemande. L'utilisation systématique d'un tel symbole de propagande fut un fait nouveau en Autriche.
L'aigle de l'État corporatsite s'inspire de l'aigle à deux têtes du Saint-Empire romain germanique à l'aigle à une seule tête, au graphisme sobre, de l'Empire allemand. L'aigle à deux têtes avait longtemps été utilisé comme symbole de l'Autriche, depuis le moment où les Habsbourg sont devenus empereurs du Saint-Empire romain germanique. Cela s'inscrivait dans le cadre de la politique de préservation des traditions qui s'est traduit par l'utilisation d'éléments de l'Autriche impériale, de l'admission des titres de noblesse et de l'annulation partielle de la loi des Habsbourg.
En 1934, les forces armées autrichiennes (à l'exception des petites forces aériennes) ont reçu des uniformes stylistiquement basés sur la monarchie du Danube au lieu des uniformes de style Reichswehr qui étaient portés auparavant.